# Petra Kneslová
Petra Kneslová (ur. w 1980, Czechosłowacja) – czeska piłkarka, grająca na pozycji napastnika, reprezentantka Czech.

## Kariera piłkarska

### Kariera klubowa
Wychowanka DFC Zeman Medlánky. Występując w barwach klubu DFC Zeman Medlánky została sklasyfikowana na trzecim miejscu najlepszych strzelców 1.ligi w sezonie 2002/03 roku.

### Kariera reprezentacyjna
26 marca 1997 roku zadebiutowała w czeskiej kadrze narodowej w zremisowanym 3:3 meczu towarzyskim z Niemkami. Również w 1997 roku broniła barw juniorskiej reprezentacji Czech U-19. 25 kwietnia 1999 roku rozegrała swój ostatni mecz w kadrze, który zakończył się porażką Austriaczek (0:4). Łącznie ma 5 występów oraz 3 strzelone bramki.